# Kanton Aix-en-Provence-Centre
Kanton Aix-en-Provence-Centre is een voormalig kanton van het Franse departement Bouches-du-Rhône. Het kanton maakte deel uit van het arrondissement Aix-en-Provence. Het werd opgeheven bij decreet van 27 februari 2014, met uitwerking op 22 maart 2015.

## Gemeenten
Het kanton Aix-en-Provence-Centre omvatte het centrale deel van de gemeente Aix-en-Provence.